# Саврымович, Матеуш
Матеуш Саврымович (пол. Mateusz Sawrymowicz; род. 22 апреля 1987 года, Люблин, Люблинское воеводство, Польша) — польский пловец. Специализировался в плавании вольным стилем на дистанциях 400, 800 и 1500 метров.
Добился первой большой победы на дистанции 1500 метров на чемпионате мира 2007 года.
На Олимпийских играх он закончил девятым заплыв 1500 метров вольным стилем, не пройдя в финал. Четыре года спустя он занял 21-е место на дистанции в 400 метров вольным стилем и 7-е место на дистанции 1500 метров вольным стилем. На Играх 2016 года стал 33-м на дистанции 1500 метров вольным стилем.

### Личные рекорды
- 400 метров вольный стиль: 3:48,02
- 800 метров вольный стиль: 7:51,78
- 1500 метров вольный стиль: 14:45,94[3]